# Josef Gangl
Josef "Sepp" Gangl (Obertraubling, 12 september 1910 - Schloss Itter, 5 mei 1945) was een Duitse officier. Zijn laatste rang was majoor in de Tweede Wereldoorlog. Samen met zijn soldaten van de Wehrmacht en onder meer een Amerikaanse divisie nam hij deel aan de verdediging van Schloss Itter tegen troepen van de 17e SS Panzer Grenadier Divisie "Götz von Berlichingen". Bij dit conflict kwam Gangl om het leven.

## Biografie

### Jeugd
Josef Gangl werd in 1910 geboren in Obertraubling, Beieren, als zoon van een ambtenaar van de Koninklijke Beierse Staatsspoorwegen en een voormalig winkelbediende. Toen hij een peuter was, verhuisde het gezin naar Peißenberg in Beieren, waar de jongere broers en zussen van Josef werden geboren.

### Reichswehr
Op 1 november 1928 sloot Gangl zich aan bij de Reichswehr als beroepsmilitair in het Artillerie-Regiment 7 in Neurenberg. Hij bleef daar tot september 1929 om te dienen in Artillerie-Regiment 5 in Ulm.

### Wehrmacht
In 1935 kwam hij bij het pas opgerichte Artillerie-Regiment 25 in Ludwigsburg. Verder trouwde hij met de Ludwigsburgse verkoopster Walburga Renz. Samen kregen ze twee kinderen, waaronder in 1936 een dochter genaamd Sieglinde.
In november 1938 werd Gangl bevorderd tot Hauptfeldwebel (sergeant-majoor). Vanaf oktober 1939 zou hij studeren aan de officierenschool van de Wehrmacht, maar vanwege voorbereiding van de oorlog bevond zijn regiment zich in het Saarpfalz-Kreis op de grens met Frankrijk. Daar staken op 7 september 1939 elf Franse divisies de grens over en trokken ongeveer acht kilometer het Duitse grondgebied binnen. Echter trokken zij zich binnen twee weken terug op bevel van hun opperbevelhebber Maurice Gamelin.
In de volgende maanden was er sprake van een zogenaamde "schemeroorlog". Josef Gangl bracht zes maanden door in het ziekenhuis. 
Op 14 mei 1940 keerde hij terug naar zijn regiment en nam hij deel aan de Slag om Frankrijk. Daar was hij commandant van een verkenningseenheid van de 25ste Infanterie Divisie van de Wehrmacht.
Na de wapenstilstand van Compiègne was hij instructeur op de artillerievervangingsafdeling 25. Na een kort thuisverlof in augustus 1940, vervolgde hij zijn werkzaamheden als instructeur op de basis in Taus in het protectoraat Bohemen en Moravië. Verder begon hij op 25 november 1940 een opleiding van een maand aan de artillerieschool in Jüterbog.
Op 22 juni 1941 vocht Gangl aan het Oostfront met de gemotoriseerde artillerieregiment 25 als onderdeel van Heeresgruppe Süd in Oekraïne. In de strijd om Kiev gaf hij leiding aan het 3de Bataljon een batterij met 105mm houwitsers. Op 20 augustus 1941 ontving Gangl het IJzeren Kruis 1939, 2e Klasse. In januari 1942 werd hij bevorderd tot eerste luitenant. Verder ontving hij op 12 februari 1942 het IJzeren Kruis 1939, 1e Klasse. Op 24 april 1942 werd Gangl de commandant van een Nebelwerfer-eenheid in het 25e Artillerie-regiment, die hij leidde aan het Oostfront tot hij in januari 1944 werd aangesteld als bevelhebber van de Werfer en Opleidingsafdeling 7 in Höchstädt an der Donau. Verder ging hij in februari een maand naar de legerschool voor bataljons- en divisieleiders in Antwerpen. Op 4 maart 1944 werd Gangl naar het nieuwe Nebelwerfer Regiment 83 in Celle gestuurd, dat toebehoorde aan Werfer Brigade 7. Hiermee marcheerde hij in mei 1944 naar Frankrijk.
Na de geallieerde invasie van Normandië marcheerde hij op 7 juni 1944 met Werfer Brigade 7 naar Caen, waar het geplaatst werd onder het commando van de 12e SS Pantser Divisie "Hitlerjugend". Deze divisie speelde een belangrijke rol in de verdediging van de stad. In augustus 1944 ontsnapte Werfer Brigade 7 uit de zak van Falaise, maar de veldslag resulteerde in zware verliezen. De brigade verplaatste zich naar Prüm, gelegen in het gebied de Eifel. In november werd de brigade hier gereorganiseerd als Volks-Werferbrigade 7 en aangevuld met nieuwe apparatuur. Een Volkssturm is een volksmilitie die bestond uit mannen tussen de 16 en 60 jaar die eerder nog niet in militaire dienst zaten. Josef Gangl nam met de brigade deel aan het Ardennenoffensief en in februari 1945 aan de verdediging van Saarbrücken. Op 8 maart 1945 ontving hij het Duits Kruis in goud en werd bevorderd tot majoor. Kort daarna kreeg hij het bevel over de 2e divisie van "Werfer Regiment 83". Werfer Brigade 7 had de helft van zijn mannen verloren en had geen Nebelwerfers meer. Hun commandant, generaal Kurt Paape, beval de commandanten van zijn bataljons bij Peißenberg om met hen in Tirol te vechten en deel te nemen aan de verdediging van het Alpenfort. Halverwege april ontmoette Gangl Generalleutnant Georg Ritter von Hengl, die hem en de restanten van zijn gevechtsgroep toewees aan de Giehl-gevechtsgroep onder de Oberstleutnant Johann Giehl in Wörgl. 

### Slag om Schloss Itter
Enkele dagen na zijn aankomst in Wörgl nam Josef Gangl contact op met de lokale verzetsgroep rond Alois Mayr. Hij voorzag de verzetsstrijders van informatie en wapens. Er werd besloten dat de uitvoering van het bevel van Johann Giehl voorkomen moest worden. Zijn bevel was om Wörgl tot het einde tegen de Amerikanen te verdedigen, bruggen te vernietigen en wegen te blokkeren. Daarnaast besloten ze om prominente Franse gevangenen uit het nabijgelegen Schloss Itter te bevrijden. Op 3 mei 1945 werden delen van de Giehl-gevechtsgroep in Niederaudorf echter aangevallen door de 12e Amerikaanse pantserdivisie en leden ze zware verliezen. Von Hengl liet zijn troepen terugtrekken uit Wörgl en Itter, waarna eenheden van de Waffen-SS hun plaats zouden innemen. Inmiddels hadden veel inwoners van Wörgl al witte vlaggen uit de ramen gehangen. Volgens een bevel van Heinrich Himmler moesten alle mannelijke bewoners van zo'n huis als verraders doodgeschoten worden. Gangl zag het, net als Mayr, als zijn plicht om de bewoners te beschermen tegen deze represailles door middel van zijn soldaten. Samen met tien kameraden van Werfer Regiment 83 bleef hij in Wörgl, tegen het bevel in van Hengls om zich terug te trekken.
Op 4 mei 1945 om 11 uur verscheen de Tsjechische kok Andreas Krobot voor Gangl, hij was op de fiets gekomen van Schloss Itter. Krobot vroeg om onmiddellijke hulp voor de gevangenen daar, omdat het kasteel dreigde aangevallen te worden door de Waffen-SS. Gangl, die zijn mannen niet wilde opofferen in een "Ascension Command" en had beloofd hen in leven te houden, was gedwongen om naar de Amerikanen met een witte vlag te rijden en om hulp te vragen. In Kufstein, 8 km verderop, ontmoette hij een Amerikaanse verkenningseenheid onder leiding van kapitein John C. "Jack" Lee. Samen reisde 14 Amerikaanse soldaten en Gangl en tien van zijn voormalige artilleristen naar Schloss Itter. Gangl riep Alois Mayr opnieuw om hulp, waarna nog twee andere Wehrmacht-soldaten en de jonge verzetsstrijder Hans Waltl naar het kasteel reden. De vrijgelaten Franse gevangenen namen ook deel aan de strijd. Op de ochtend van 5 mei vielen ongeveer 100 tot 150 mannen van de 17e SS Panzer Grenadier Divisie "Götz von Berlichingen" aan. Gangl werd neergeschoten door een sluipschutter terwijl hij probeerde de voormalige Franse premier Paul Reynaud uit de vuurlinie te halen. Hij stierf als enige verdediger van het kasteel. Rond 16.00 uur bereikte een hulpeenheid van het 142e Amerikaanse infanterieregiment het kasteel en versloeg de belegeraars, waarbij ongeveer 100 SS'ers gevangen werden genomen. De slag om Schloss Itter was mogelijk het enige gevecht van de Tweede Wereldoorlog, waarbij soldaten van het Amerikaanse leger en de Wehrmacht zij aan zij vochten.

## Onderscheidingen
- Duits Kruis in goud op 8 maart 1945[1]
- IJzeren Kruis 1939, 1e Klasse (12 februari 1942[1]) en 2e Klasse (20 augustus 1941[1])

## Postume onderscheidingen
Josef Gangl werd geëerd als held van het Oostenrijkse verzet. Een straat in Wörgl is naar hem vernoemd.